# Crusea lucida
Crusea lucida är en måreväxtart som beskrevs av George Bentham. Crusea lucida ingår i släktet Crusea och familjen måreväxter. Inga underarter finns listade i Catalogue of Life.